# Meta (woreda)
Pour les articles homonymes, voir Meta.
Meta est un des 180 woredas de la région Oromia, en Éthiopie.
Le woreda compte 252 269 habitants en 2007.
Sa principale ville est Chelenko.

## Situation
Situé dans la zone Misraq Hararghe de la région Oromia, le woreda est bordé au sud-ouest par Deder, au nord-ouest par Goro Gutu, au nord par la région Somali, au nord-est par Kersa et au sud-est par Bedeno.
Les agglomérations principales sont Chelenko et Kulubi à 2 195 et 2 420 m d'altitude environ,.
Chelenko et Kulubi sont desservis par la route A10 entre Karamile (dans le woreda de Goro Gutu) et Kersa.
Quant à Meta, il s'agit d'une localité au sud-ouest de Chelenko en direction de Deder.

## Histoire
En 1887, le royaume du Shewa remporte dans la plaine de Chelenko une victoire décisive sur l'émirat de Harar qui lui permet d'annexer la ville de Harar et la province du Hararghe.

## Démographie
D'après le recensement national de 2007 réalisé par l'Agence centrale de statistique d'Éthiopie, le woreda compte 252 269 habitants et 6% de la population est urbaine.
La population urbaine comprend 10 077 habitants à Chelenko et 5 121 habitants à Kulubi .
La plupart des habitants (93,2%) sont musulmans tandis que 6,3% sont orthodoxes.
Avec une superficie de 657,03 km2[réf. souhaitée], le woreda a une densité de population de 384 personnes par km2 ce qui est supérieur à la moyenne de la zone.